# Luísa Albertina de Eslésvico-Holsácia-Sonderburgo-Plön
Luísa Albertina de Eslésvico-Holsácia-Sonderburgo-Plön (em alemão:  Luise Albertine; Plön, 21 de julho de 1748 — Ballenstedt, 2 de março de 1769) foi uma princesa dinamarquesa por nascimento, e princesa de Anhalt-Bernburgo como esposa de Frederico Alberto, Príncipe de Anhalt-Bernburgo.

## Família

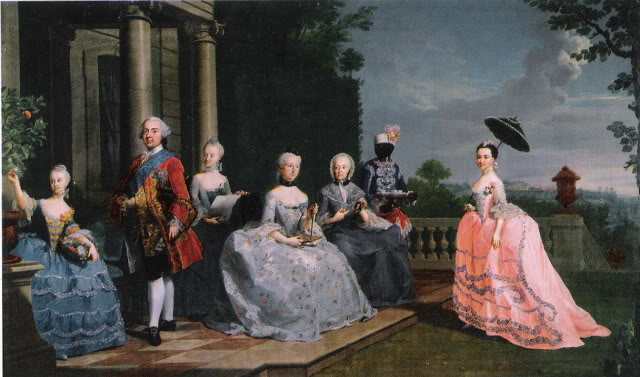
A família no Castelo de Traventhal, pintada em 1759 por Johann Heinrich Tischbein. Da esquerda para a direita: a princesa Luísa Albertina, o duque Frederico Carlos, a princesa Frederica Sofia, a duquesa Cristina Amgarda, a mãe do duque, Doroteia Cristina, uma serva africana, e por fim, a princesa Carlota Amália.

Luísa Albertina foi a quarta filha, e quinta criança nascida de Frederico Carlos, Duque de Eslésvico-Holsácia-Sonderburgo-Plön e de Cristina Amgarda de Reventlow.
Os seus avós paternos foram Cristiano Carlos, Príncipe de Eslésvico-Holsácia-Sonderburgo-Plön e Doroteia Cristina de Aichelberg. Os seus avós maternos foram o conde Cristiano Detlev Reventlow e Benedita Margarida de Brockdorff. Sua mãe, Cristina, era sobrinha de Ana Sofia Reventlow, rainha da Dinamarca como consorte de Frederico IV.
Ela teve quatro irmãos mais velhos: Sofia Cristina Luísa, diaconisa na Abadia de Quedlimburgo; Frederica Sofia Carlota, esposa de Jorge Luís II, Conde de Erbach-Schönberg; Cristiano Carlos, que morreu com um ano de idade, e Carlota Amália Guilhermina, esposa de Frederico Cristiano I, Duque de Eslésvico-Holsácia-Sonderburgo-Augustemburgo, que foram avós de Carolina Amália de Eslésvico-Holsácia-Sonderburgo-Augustemburgo, rainha da Dinamarca como consorte de Cristiano VIII, e trisavós da última imperatriz da Alemanha e rainha da Prússia, Augusta Vitória de Eslésvico-Holsácia.

## Biografia

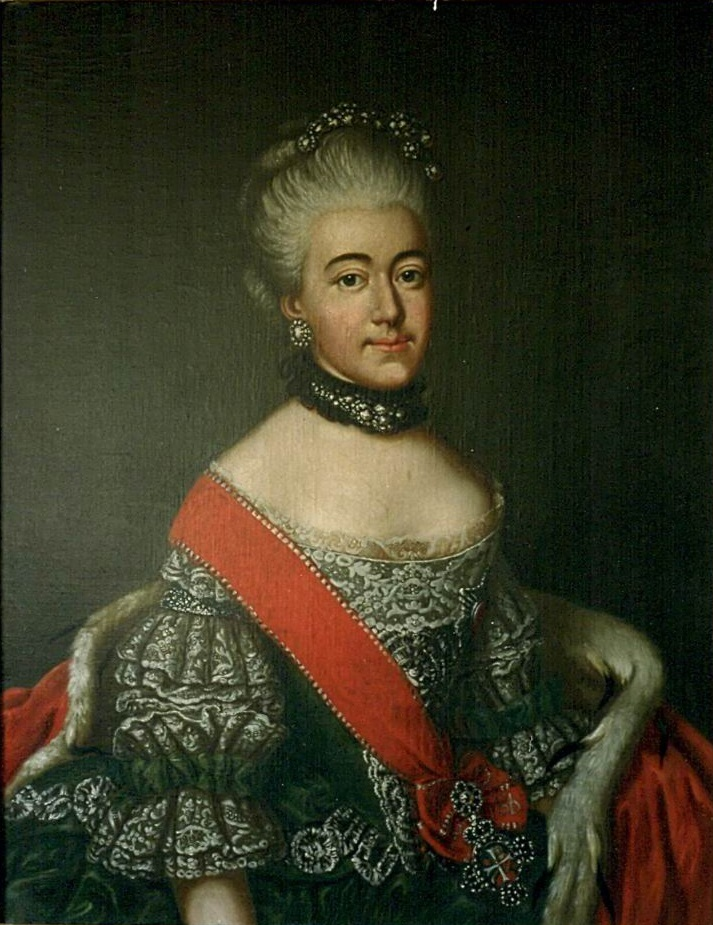
Retrato por Johann Christian Burckhardt no Museu do Castelo de Bernburgo.

No dia 4 de junho de 1763, Luísa Albertina se casou com o príncipe Frederico Alberto, em Augustenborg, na ilha de Als, pertencente à Dinamarca. Ele era filho de Vítor Frederico, Príncipe de Anhalt-Bernburgo e de sua sua segunda esposa, Albertina de Brandemburgo-Schwedt.
O casal teve dois filhos, um menino e uma menina. Com a sucessão do marido em 1765, Luísa Albertina se tornou princesa consorte de Anhalt-Bernburgo.
Uma semana após o parto da filha, a princesa morreu de sarampo, em 2 de março de 1769. Ela foi sepultada na cripta da Igreja do Castelo de São Egídio, em Bernburgo. 

## Descendência
- Aleixo Frederico Cristiano, Duque de Anhalt-Bernburgo (12 de junho de 1767 – 24 de março de 1834), foi o primeiro duque de Anhalt-Berburgo. Foi casado três vezes: primeiro com Maria Frederica de Hesse-Cassel, com quem teve quatro filhos, mas o casamento acabou em divórcio; sua segunda esposa, resultado de uma união morganática, foi Doroteia Frederica de Sonnenberg, que morreu quatro meses depois; por fim, se casou com Ernestina de Sonnenberg, irmã da segunda esposa, mas não teve mais filhos;
- Paulina Cristina Guilhermina, Princesa de Lipa (23 de fevereiro de 1769 – 29 de dezembro de 1820), foi consorte de Leopoldo I, Príncipe de Lipa. Após a morte do marido, serviu como regente em nome do filho de 1802 a 1820, sendo considerada uma das governantes mais importantes de Lipa. Ela aboliu a servidão, manteve o principado independente durante as Guerras Napoleônicas, além de ter escrito uma constituição na qual os poderes dos estados eram reduzidos.